# 페르난두 아다지

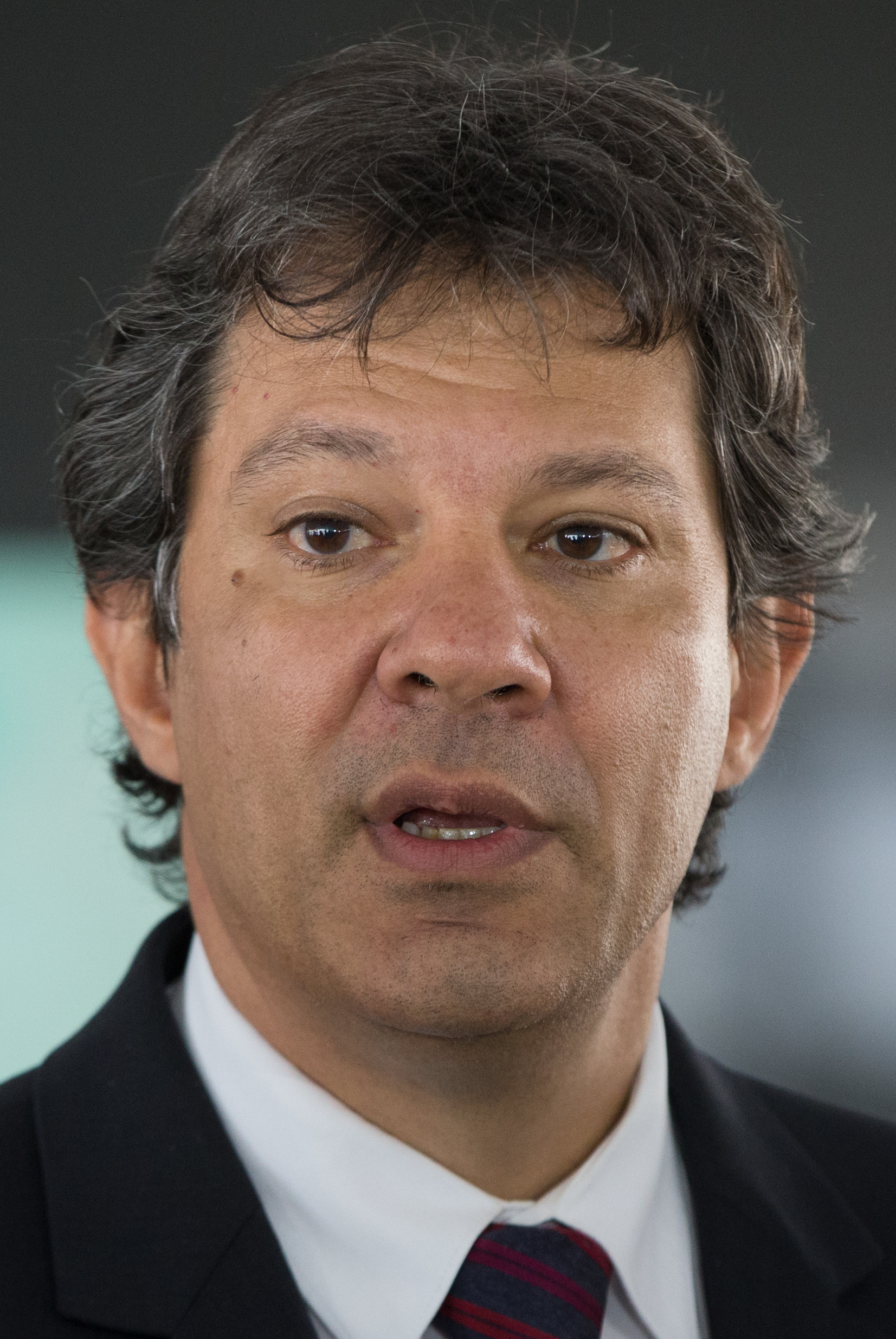
페르난두 아다지 (2016년)

페르난두 아다지(브라질 포르투갈어: Fernando Haddad, 1963년 1월 25일 ~ )는 브라질의 정치인이다.

## 생애
1963년 1월 25일에 상파울루의 시리아계 브라질인 가정에서 차남으로 태어났다. 그의 부모는 1948년 시리아에서 브라질로 이주했으며, 안티오키아 그리스 정교회의 독실한 신자였다.
상파울루 대학교에 입학해 정치학, 경제학, 철학을 전공했다. 1992년과 1996년 사이에 아다지는 여러 논문들을 집필했다. 2010년 현재 아다지는 경제학 석사학위와 철학 박사학위를 보유하고 있다.
1996년부터 2005년까지 페르난두 아다지는 상파울루주 정부의 관료로 일했다. 그의 최종 경력은 상파울루주 재정경재개발부 비서였다.
아다지는 2005년부터 2012년까지 루이스 이나시우 룰라 다 시우바 대통령에 의해 교육부 장관으로 임명되었다. 교육부 장관 재직 시절 저소득층 장학금 지원 정책과 기초교육개발평가 장책을 시행하여 호응을 얻었으나, 2009년 10월 기초교육개발평가의 답안지가 유출된 정황이 확인되어 물의를 일으켰고, 해당 정책은 폐기되었다.
2012년 지방선거에서 페르난두 아다지는 상대 후보인 조제 세하를 꺽고 상파울루 시장에 당선되었다. 2013년 6월 페르난두 아다지의 지하철 요금 인상 발표로 인해 2013년 브라질 시위가 촉발되었다. 2016년 7월과 10월에 상파울루주 시민을 대상으로 실시한 여론조사 결과 14%만 그를 지지한다고 응답했다. 2017년 1월 재선에 실패한 아다지는 3년의 임기를 채우고 퇴임했다.
2018년 노동자당의 대권주자로 떠올랐으며, 룰라에게 부통령 후보로 지명되었으나, 룰라의 구속으로 인해 그의 출마가 불가능해지면서 잠재적인 대선 후보로 거론되기 시작했다. 그리고 9월 11일 노동자당의 대선 후보로 선출되었다.
2018년 브라질 대통령 선거에서 출마했으나 자이르 보우소나루에 패배하여 낙선했다. 낙선 이후 아다지는 상파울루 시장직에 재도전했으나 다시 낙선하였다.2022년 브라질 대통령 선거에서 당선된 룰라 다 시우바는 아다지를 재무부 장관으로 임명했다.

## 역대 선거 결과
| 선거명      | 직책명          | 대수 | 정당     | 1차 득표율 | 1차 득표수   | 2차 득표율 | 2차 득표수   | 결과 | 당락 |
| ----------- | --------------- | ---- | -------- | ---------- | ------------ | ---------- | ------------ | ---- | ---- |
| 2012년 선거 | 상파울루 시장   | 51대 | 노동자당 | 28.98%     | 1,776,317표  | 55.57%     | 3,387,720표  | 1위  |      |
| 2016년 선거 | 상파울루 시장   | 52대 | 노동자당 | 16.70%     | 967,190표    |            |              | 2위  | 낙선 |
| 2018년 선거 | 브라질의 대통령 | 38대 | 노동자당 | 29.28%     | 31,342,051표 | 44.87%     | 47,040,906표 | 2위  | 낙선 |
| 2022년 선거 | 상파울루 주지사 | 39대 | 노동자당 | 35.70%     | 8,336,297표  | 44.73%     | 10,908,972표 | 2위  | 낙선 |

## 참고 자료
- 위키미디어 공용에 페르난두 아다지 관련 미디어 분류가 있습니다.